# Paracymoriza cataclystalis
Paracymoriza cataclystalis là một loài bướm đêm trong họ Crambidae.